# 胡迪克斯瓦尔市镇
胡迪克斯瓦尔市镇（瑞典語：Hudiksvalls kommun）是瑞典中东部耶夫勒堡省的一个市镇。其治所位于胡迪克斯瓦尔。